# Brendan Brazier

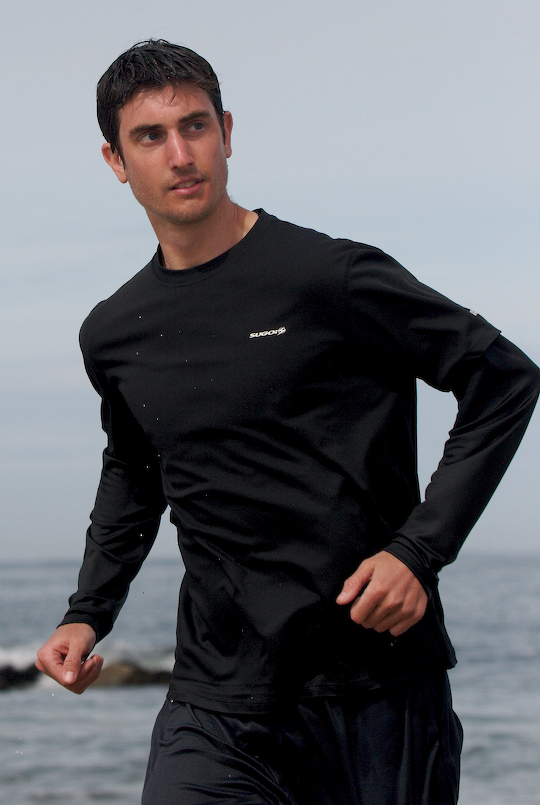
Brendan Brazier, Venice Beach, CA. (2012)

Brendan Brazier (* 1. März 1975 in Vancouver, British Columbia) ist ein kanadischer Ausdauersportler, Autor und Unternehmer. Brazier war von 1998 bis 2004 Triathlet.

## Athletische Karriere
Während seiner Karriere gewann Brazier den 50-km-Lauf bei den nationalen Harriers Elk/Beaver-Ultramarathon-Meisterschaften 2003 sowie den 50-km-Lauf Ultramarathon in Toronto im Jahr 2006.

## Lebensmittel und Ernährungsphilosophie
In seinen Büchern propagiert Brazier eine vegane Ernährung mit hohem Rohkostanteil und unter Vermeidung von stark industriell verarbeiteten Lebensmitteln, Haushaltszucker und glutenhaltigen Getreideprodukten.
Unter dem Namen „Vega“ wird von ihm eine Linie an pflanzenbasierten Lebensmitteln und Nahrungsergänzungsmitteln vertrieben.

## Publikationen

### Englische Bücher
- The Thrive Diet: The whole food way to losing weight, reducing stress and staying healthy for life. Penguin Canada, First Edition, Toronto, Ont. 2007, ISBN 978-0-14-305236-4.
- Thrive foods: 200 Plant-based recipes for peak health. Da Capo Press, Philadelphia, Penn. 2011, ISBN 978-0-7382-1511-2.
- Thrive energy cookbook: 150 functional, plant-based whole food recipes. Penguin Canada, Toronto, Ont. 2014, ISBN 978-0-14-318707-3.
- Thrive Fitness: The Vegan-Based Training Program for Maximum Strength, Health, and Fitness. Da Capo Press, Cambridge, MA 2009, ISBN 978-0-7382-1362-0.

### Deutsche Übersetzungen
- Vegan in Topform – Der vegane Ernährungsratgeber für Höchstleistungen in Sport und Alltag. Unimedica, Kandern 2020, ISBN 978-3-944125-26-8.
- Vegan in Topform – Das Kochbuch: 200 pflanzliche Rezepte für optimale Leistung und Gesundheit. Unimedica, Kandern 2017, ISBN 978-3-946566-77-9.
- Vegan in Topform – Das Energie-Kochbuch: 150 pflanzenbasierte Rezepte für optimale Leistung und Gesundheit. Unimedica, Kandern 2015, ISBN 978-3-944125-38-1.
- Vegan in Topform – Das Fitnessbuch: Das vegane Trainingsprogramm für maximale Leistung und Gesundheit. Unimedica, Kandern 2015, ISBN 978-3-944125-27-5.